# 美國本土
根據使用方式，美國本土（英語：Contiguous United States，直译：美國連續地區）一詞代表：
- 美國在美洲大陆互相接壤的48州與华盛顿哥伦比亚特区；

而美國大陆（英語：Continental United States）则通常代表：
- 美國48州與华盛顿哥伦比亚特区加上阿拉斯加州。

两者含义有时出现混淆。contiguous United States一词更多指不包含阿拉斯加的大陆美国领土，較為常用而歷史更悠久（在阿拉斯加建州前就在使用）。為了避免這兩個意思的混淆，下列幾個詞通常用來代表不包含阿拉斯加的美國領土：
- Contiguous United States的缩写CONUS/CONUS（由美國軍方使用）
- 相接州份（Conterminous states）
- 下48州（Lower 48 states）（多為阿拉斯加州人使用）

## 下48州
「下 48 (州)」這個詞語是在夏威夷成為美國州份前開始有的說法，但夏威夷加入了美國後成了美國最南的州份，故這個說法變得不十分準確。照字面而言，這字是指最北兩州——阿拉斯加及明尼蘇達——以外的美國州份。然而，「下48州」更常用於描述除了阿拉斯加及夏威夷以外的美國（尤其以阿拉斯加的視角而言）。
雖然華盛頓特區不是美國一個州，但是它也算是「美國本土」或「美國連續領土」的一部分，因為它是美國官方領土的一部分。

## 阿拉斯加及夏威夷
這兩州因為與美國其他州相對遙遠，當地產生對於美國本土獨有的稱呼：
- 在夏威夷，「the Mainland」或「U.S. Mainland」是用來指「美國大陸」的概念（不論包含阿拉斯加或否）。
- 在阿拉斯加，「lower 48」是用來指美國連續的48州。長居該地的人有時會只用「Outside」（外面）代表此概念，例如「My brother went Outside to have heart surgery」。